# 鳥羽水族館
鳥羽水族館（とばすいぞくかん、TOBA AQUARIUM）は、三重県鳥羽市に本拠地を置く、日本屈指の規模を誇る水族館である。
2021年（令和3年）12月時点の展示生物は約1,200種で、日本国内では最大である。
自然の環境を再現したゾーンが12あり、約1200種類の海や川の生きものが飼育・展示されている。全長約1.5kmの通路は観覧順序を無くした自由通路となっている。
年間約80万人が訪れる水族館で、2013年（平成25年）の入場者数は947,753人、2015年には累計入館者数が6,000万人を超えた。入館者の8割を大人が占めるという特徴を有し、「質実剛健な水族館」と評される。

## 歴史
開館の契機となったのは、ミキモト真珠島を訪れる観光客が船で真珠島に渡る際、対岸の丸幸水産（高級魚を扱う海産物問屋）の生け簀が見え、帰りにそれを見学に来たことによる。これを受けて水族館開設が立案され、ちょうど鳥羽が「海洋観光都市」をキャッチフレーズに市制を施行した年であり、初代市長中村幸吉と丸幸水産社長も親しい間柄であったことから計画は順調に進み、1955年（昭和30年）5月15日に合資会社丸幸商店が日本で26番目の水族館としてオープンさせた。当時の入場料は20円（小人は半額）で専属の職員は5名だったが、丸幸水産の社員も運営に駆り出されたという。最初の水族館は200坪の池を4つに区切り、ペンギン・アシカ・タイ・ハマチなどを放流した「手作りの水族館」で、ガイドがいることを売りにしていた。
1956年（昭和31年）には株式会社鳥羽水族館となった。1958年（昭和33年）1月31日に、博物館法上の私立博物館に指定された。2024年（令和6年）2月5日、博物館法上の登録博物館となる。
当初は現在地より西寄りにあったが、手狭になったため、神鋼電機旧鳥羽工場用地だった現在地を譲り受け1990年（平成2年）7月2日に第1期部分が竣工し移転した。大成建設が設計・監理し、1994年（平成6年）4月10日に全館が開館した。1996年（平成8年）4月1日には公式サイトを立ち上げ、ネット通販も開始した。
オープン以後、多くの家族連れらが訪れ、通算6000万人を超える全国第2位の入館者数を誇っている（1位は大阪府大阪市の海遊館）。2009年（平成21年）8月3日には日本初となる入館者数累計5500万人を達成。開館55周年にあたる2010年（平成22年）3月8日には5555万5555人に達し、開館60周年にあたる2015年（平成27年）4月2日には6000万人に達した。
絶滅の危機にある希少海洋生物の保護・育成にも力を入れており、スナメリの赤ちゃんや日本初のラッコ2世の誕生、ジュゴン飼育の世界記録11,475日（31年5か月）、オウムガイ飼育の世界記録も保持している。世界記録を更新していたオスのジュゴン・じゅんいちは2011年（平成23年）2月10日に推定33歳で亡くなった。
創設者で元館長の中村幸昭（丸幸水産四代目長男）は、館長を退いた後、名誉館長を務めていた（2024年3月12日に96歳で死去）。中村は、渋沢敬三から「よい水族館に育て、利益が上がったら学術研究、社会教育に還元しなさい」と言われ、この言葉を胸に刻み上述の通り実現している。
新型コロナウイルスの影響により、2020年（令和2年）3月2日から3月20日に臨時休館となる。（伊勢湾台風（昭和34年）以来２度目の休館）その後、緊急事態宣言発出の為、2020年4月10日から5月17日の期間に再び臨時休館した。翌日5月18日から通常通り営業を再開。

### 歴代館長
| 代 | 館長     | 在任期間                    | 備考                   |
| -- | -------- | --------------------------- | ---------------------- |
| 1  | 中村幸昭 | 1955年5月15日-2005年8月27日 | 創設者、名誉館長       |
| 2  | 古田正美 | 2005年8月27日-2013年8月24日 | スナメリ研究の第一人者 |
| 3  | 仲野千里 | 2013年8月25日-2016年8月28日 | 創設者の孫             |
| 4  | 淺井宣雄 | 2016年8月29日-2017年8月28日 |                        |
| 5  | 奥出協   | 2017年8月31日-2023年6月4日  |                        |
| 6  | 若井嘉人 | 2023年6月5日-現在           | 元副館長               |

## 館内と主な動物

### 館内

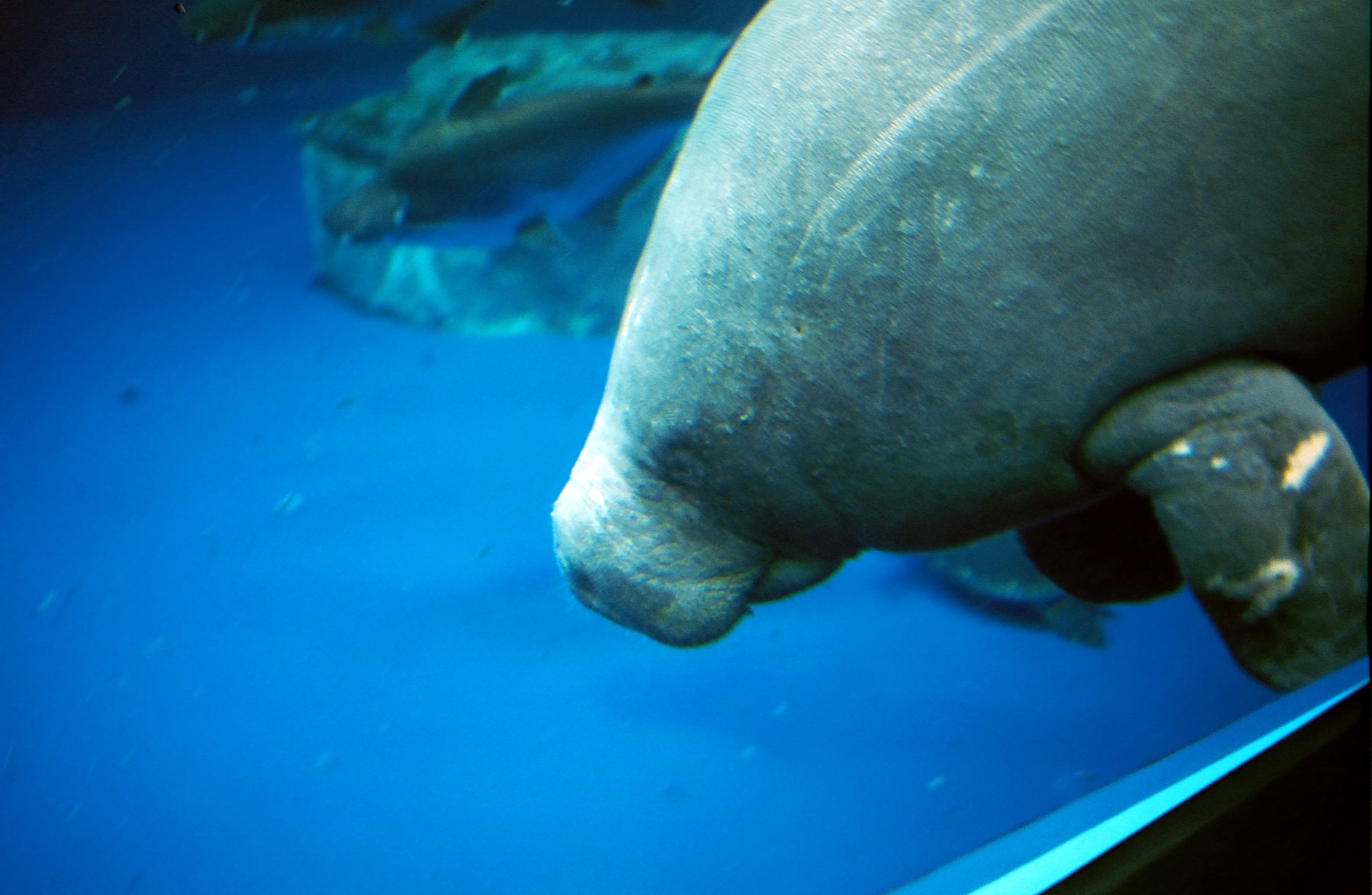
アフリカマナティー

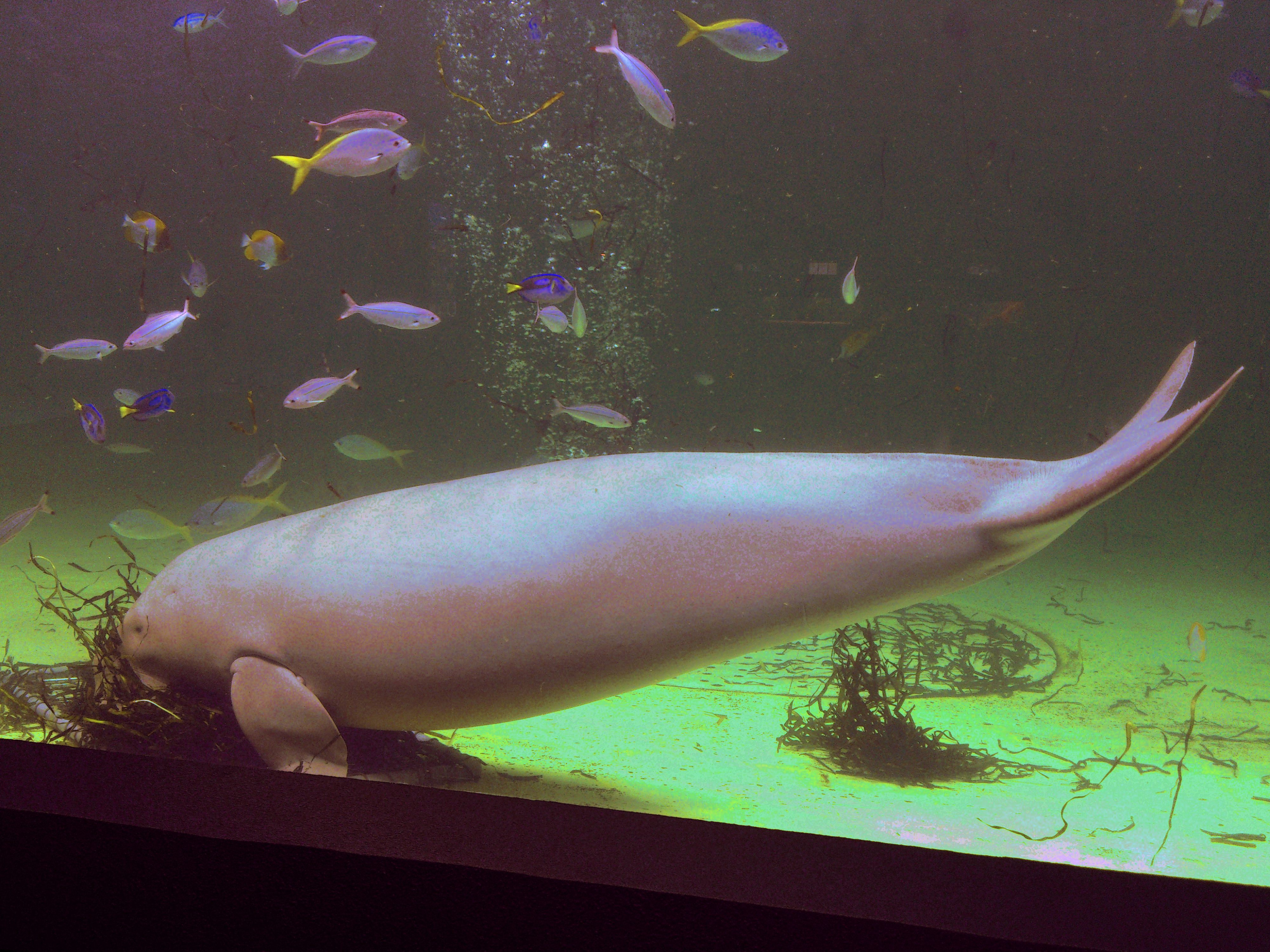
日本で唯一飼育されているジュゴンの「セレナ」

パフォーマンススタジアム人気のアシカ達のショーを見せてくれる。
海獣の王国12m×13.5m×4.3m（水量約650t）のプールを本物そっくりの岩で覆い、鰭脚類が多く生息する、チリの海岸を再現している。トド、ゴマフアザラシ、ハイイロアザラシを展示。1日2回「お食事タイム」を行う。
古代の海カブトガニやオウムガイ、オーストラリアハイギョやチョウザメ、アリゲーターガーといった古代魚、さらにシロワニなどのサメやエイなどいわゆる「生きている化石」を展示。シーラカンスの映像展示もある。
コーラルリーフ・ダイビングサンゴ礁を再現し、ナポレオンフィッシュなどの熱帯魚や、ウミガメ、サンゴを展示。
伊勢志摩の海・日本の海スナメリやカニ・ウツボなど、日本近海や伊勢湾に生息する生き物を公開。
ジャングルワールドアフリカマナティやピラルクー、デンキウナギ、ピラニア、カピバラなど、アマゾン川流域などの熱帯雨林に住む生き物を展示している。アフリカマナティーはオスのかなたとメスのはるか・みらいの3頭いたが、2014年6月にはるかが死亡した。また、2024年7月にかなたが死亡したため、以降は1頭である。
奇跡の森熱帯雨林の湿地帯や池のほとり、川の岸辺に生息するワニガメやミズヘビ、ミシシッピワニなどの爬虫類、ベルツノガエルやヤドクガエルなどの両生類、カブトムシやクワガタムシなどの昆虫類を展示している。水族館には珍しくスナドリネコを展示している。元々森の水辺という名前だったが、2015年3月21日に「奇跡の森」としてリニューアルオープン。
人魚の海日本で唯一ジュゴンを展示。ジュゴンのセレナは1987年にフィリピン政府から贈られた。アオウミガメの「カメ吉」も展示している。
極地の海厳しい極寒の世界に生きるラッコ、イロワケイルカ、バイカルアザラシ、クリオネを展示。
日本の川大きな滝を再現し、ヤマメなど日本の河川に生息する魚を展示。また、マングローブ帯の水槽など亜熱帯の水辺コーナーもありヤシガニなどを展示している。
水の回廊モモイロペリカン、フンボルトペンギン、コツメカワウソ、セイウチ、アメリカビーバーを展示。1日2回「セイウチパフォーマンス笑（ショー）」を開催する。
特別展示室ミズクラゲ、アカクラゲなどのクラゲ類やウィーディーシードラゴン、チンアナゴなど珍しい生物を展示している。
ザリガニコーナーアメリカザリガニ、ヤビー、マロンロブスター、ニホンザリガニなど常時、数種類のザリガニを展示。
へんな生きもの研究所2013年7月13日オープン。ダイオウグソクムシ、カエルアンコウ、ウミサボテンなど、変わった生態や形態の生き物を展示。
シェルズコレクション世界中から集められた貝殻13,000種の中から常時2,000点を展示する。

### ダイオウグソクムシ

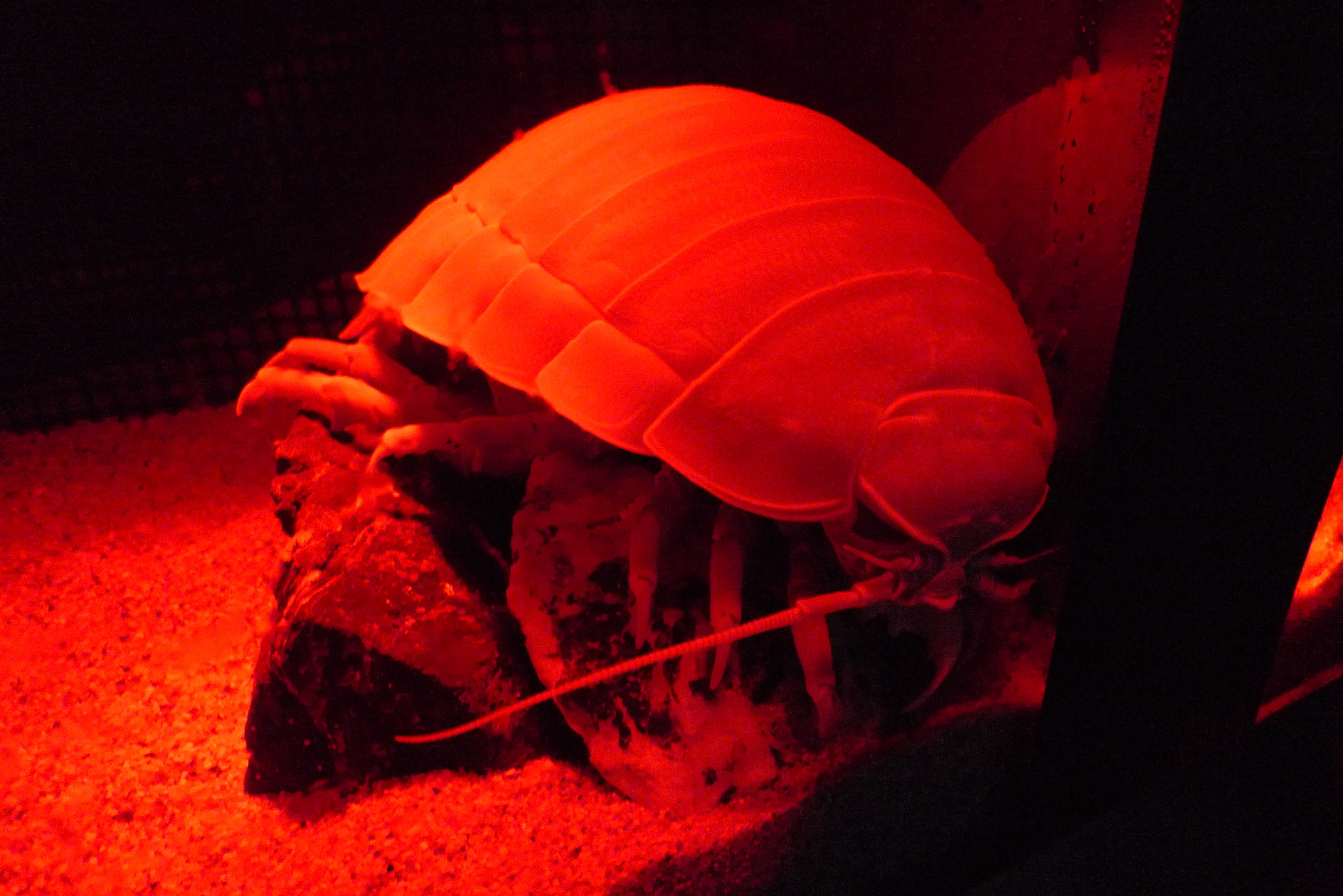
鳥羽水族館のダイオウグソクムシ

鳥羽水族館で2007年9月から飼育されているダイオウグソクムシの1個体 (No.1、愛称「1号たん」) は、2009年1月2日に餌を食べて以来、月1度の餌やりにも反応せず、2014年1月に絶食から6年目に達し話題となった。もともと飢餓に強いダイオウグソクムシであるが、ここまで長い期間絶食した例はなく、ニコニコ生放送では絶食状態のダイオウグソクムシの様子を長時間配信する企画を行い、思わぬ人気を博した。しかし、2014年2月14日午後5時ごろ、飼育員がバレンタインデーに合わせた餌やりに来たところ、「1号たん」の死亡が確認された。死因は不明で、絶食期間は1869日間に及んだ。今後、冷凍保存される予定である。2月18日にはニコニコ生放送で「悲報 ダイオウグソクムシ1号たん追悼番組」が配信され、一時鳥羽水族館のサーバーがダウンするほどのアクセスが集中した。
また、上述の｢1号たん｣とは別の個体（No.9、愛称「9号たん」）が2013年6月3日に死亡した際も同年6月13日に追悼放送がなされている。
2014年7月にはドワンゴからダイオウグソクムシの巨大模型（幅1.5m×奥行0.85m×高さ1.35m）が寄贈され、ダイオウグソクムシが展示されている「へんな生き物研究所」のコーナーに飾られている。
2016年2月12日、「No.5」（愛称「5号たん」）が脱皮をする過程を撮影・記録できた。この年の初めから殻が白化して兆候が見られていたが、12日早朝から脱皮が始まっているのを確認し、撮影・記録に成功した。脱皮は12日の14時頃には終わった。脱皮の過程を記録出来た映像は少なくとも日本国内では初、世界初の記録の可能性もある。
2019年10月13日、世界5例目、国内で4例目となる体の後半部の脱皮が確認され大きく報道されるが、12月10日に死亡が確認された。2020年5月には、二年ぶりの排便が報道された。

### 志摩マリンランドからの移送
志摩マリンランドが2021年3月に営業休止となったことから、アメリカカブトガニやネコザメなどの海水生物、ピラルクなどの淡水生物、フンボルトペンギン等が移送されることになった。4月22日に海水生物の移送があり、淡水生物の移送ののち、9月23日に4羽のフンボルトペンギンが移送された。

## 水中入社式
鳥羽水族館では、大型水槽の中で「水中入社式」と呼ばれる入社式を毎年開催している。水族館の先輩職員の発案で始まり、2024年で17回目（2007年と2021年は開催せず）になる。2020年は新型コロナウイルス感染症の感染防止のため、観覧を新入社員の親族及び一般客およそ30人に制限した。
水中入社式は、ウェットスーツの上からスーツを着た新入社員（飼育員）が、ボンベを背負い水中メガネと足ひれを装着して水槽に入り、防水加工を施した辞令を受け取り、「初仕事」として水中で水槽のガラスを磨く、というものである。なお、水中で入社式を行うのは、飼育研究部に配属される新入社員のみである。入社式の様子は一般の来館者が観覧することができ、新入社員は来館者に向けて水中で挨拶を行う。2013年の新入社員の1人は、式後に「Wikipediaに載っていないような情報を発信していきたい」とコメントした。

## その他
- NHKの「みんなのうた」で1986年（昭和61年）頃に放送されていた曲『いたずラッコ』のバックで流れているラッコの実写映像の撮影地は、ここ鳥羽水族館である。
- 入り口では日本語のほかに、中国語、韓国語、英語のパンフレットも配布している。台湾語のパンフレットも用意されているが、実際には繁体字版中国語のパンフレットであり、厳密な意味では「台湾語（閩南語）」ではない。
- 土曜日・日曜日限定で、水族館の舞台裏を探検する「うら側探検隊」を実施している[6]。
- 1990年（平成2年）の新館開業に合わせ、水族館前に「ラッコポスト」を設置した[54]。

## 交通

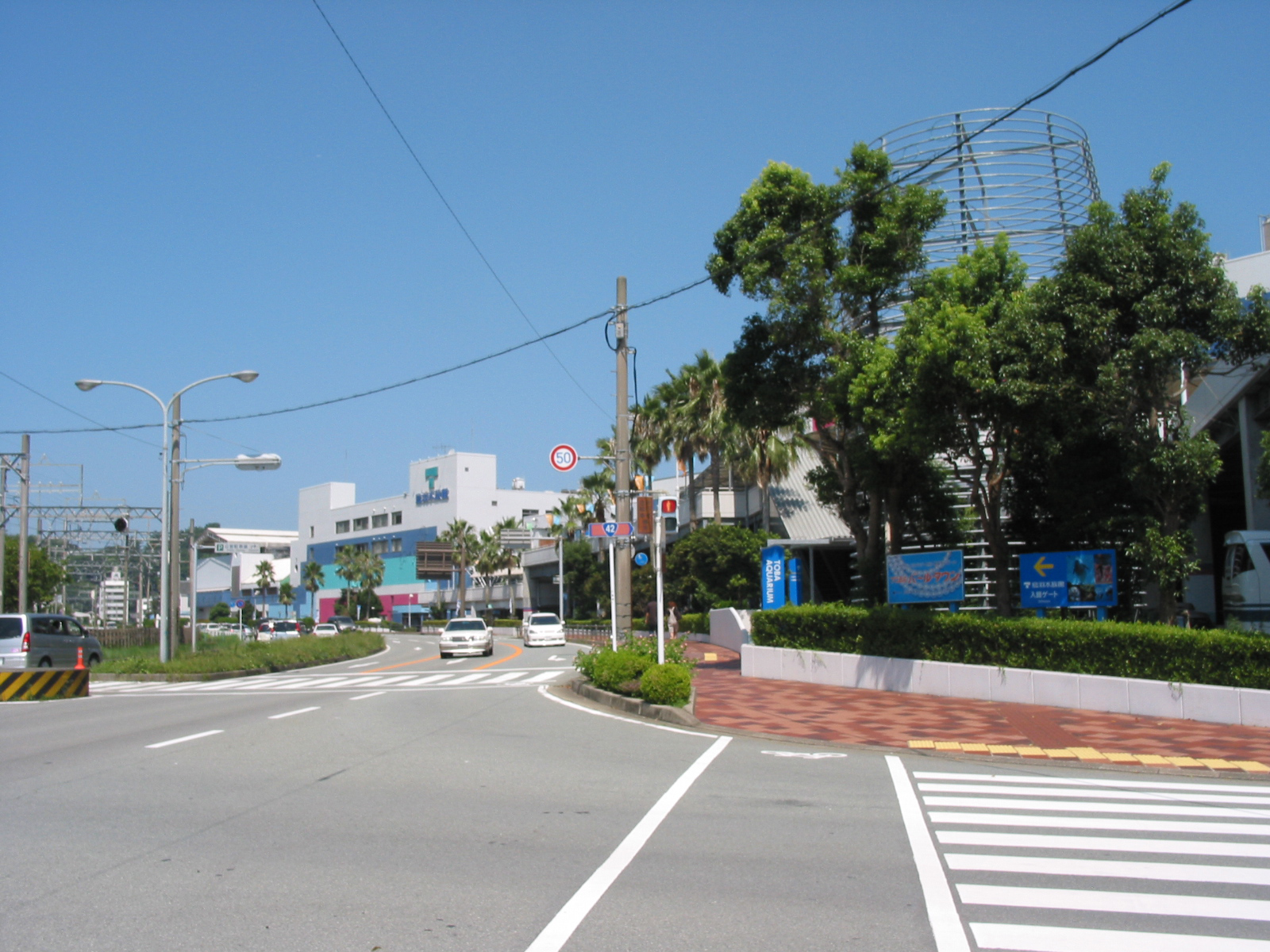
近鉄中之郷駅方面から撮影

鉄道近鉄・JR東海 鳥羽駅から徒歩約10分。
船伊勢湾フェリーで鳥羽港からすぐ。
バス三重交通CANばす「鳥羽水族館」下車。またはかもめバス「鳥羽水族館」下車。